# Fischer & Wittig

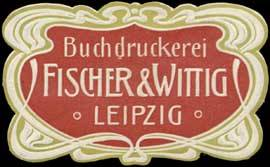
Jugendstil-Etikett der Buchdruckerei

Fischer & Wittig oder Fischer und Wittig war eine 1862 in Leipzig gegründete Druckerei mit Buchbinderei und angeschlossenem Kunstverlag. Das Unternehmen druckte und verlegte auch Ansichtskarten, firmierte später unter anderem als Buchbinderei Altmann, zuletzt als VEB Kunst- und Verlagsbuchbinderei und heute als Kuve GmbH.

## Geschichte
Die Firma wurde am 22. September 1862 durch den Leipziger Buchdruckerei-Besitzer Johann Christian Ferdinand Fischer sowie den in Reudnitz tätigen Buchdruckerei-Besitzer Christian Friedrich Wittig gegründet und eine Woche später im Königlich Sächsischen Handelsregister des Bezirksgerichts Leipzig eingetragen.

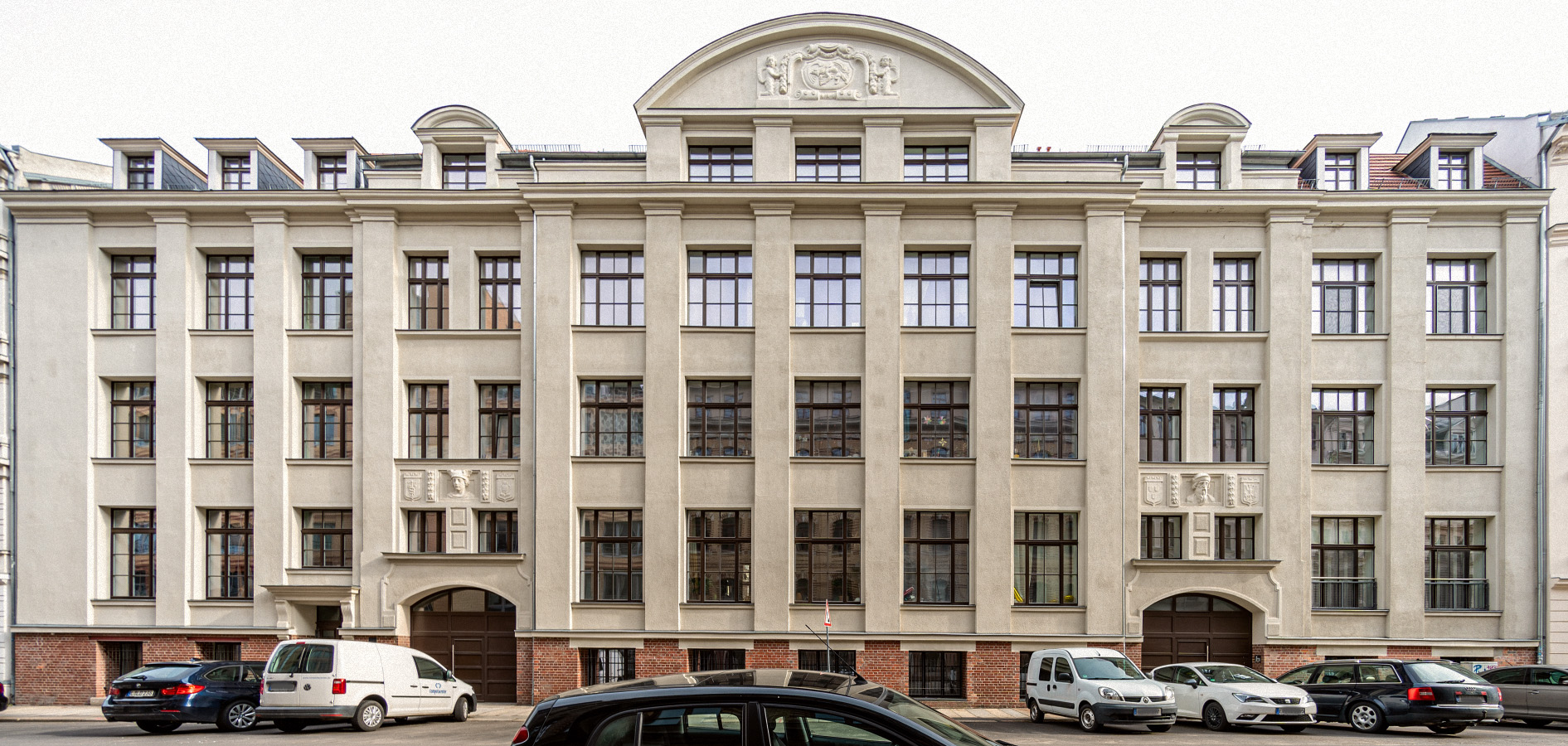
Das – denkmalgeschützte Gebäude Teubnerstraße 12

Erster Sitz des Unternehmens war die Dörrienstraße 5, später in einem von Hans Eger erbauten – während der Luftangriffe auf Leipzig zerstörten – Gebäude in der Johannisallee 8.
Zu Beginn des 20. Jahrhunderts errichtete die Stahlbeton-Firma Max Pommer nach Plänen des Architekten Otto Walther im Graphischen Viertel einen dreigliedrigen Erweiterungsbau unter der Adresse Teubnerstraße 12.
- Prägedruck-Buchdeckel Dresden und die Sächsische Schweiz, 1903

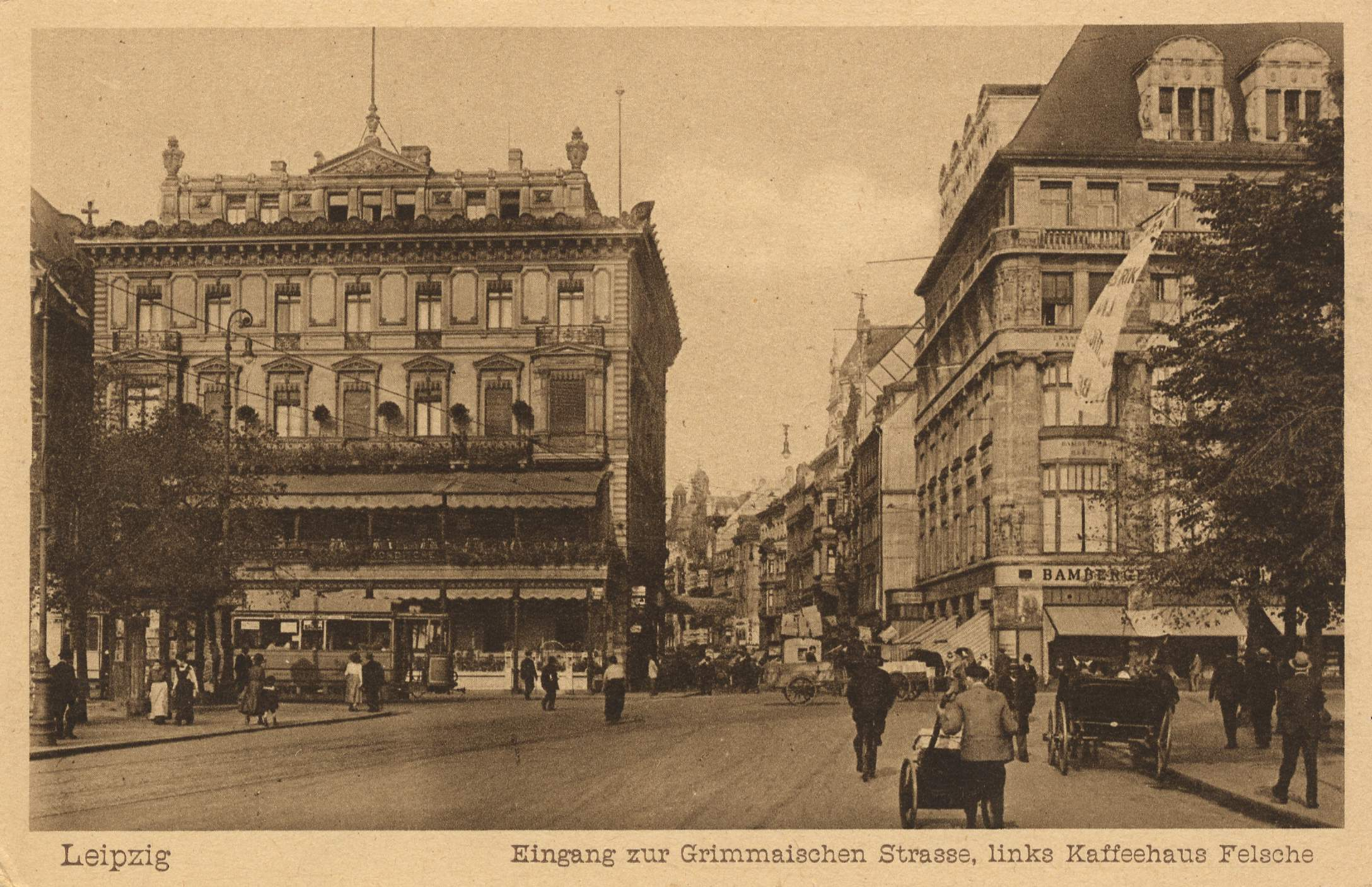
Ansichtskarte Eingang zur Grimmaischen Straße, links Kaffeehaus Felsche, um 1905
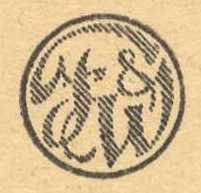
Logo aus den Initialen F und W
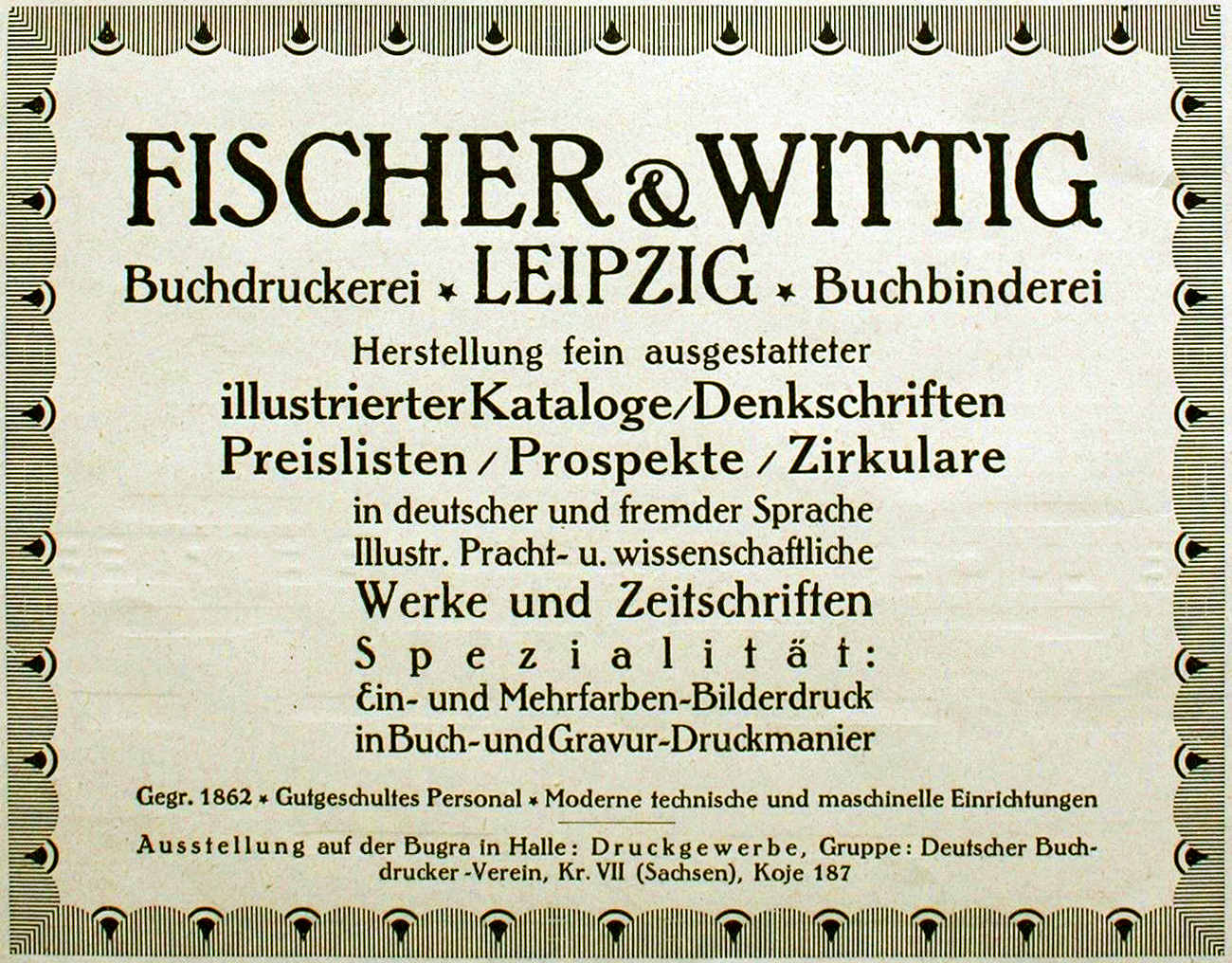
Annonce um 1914
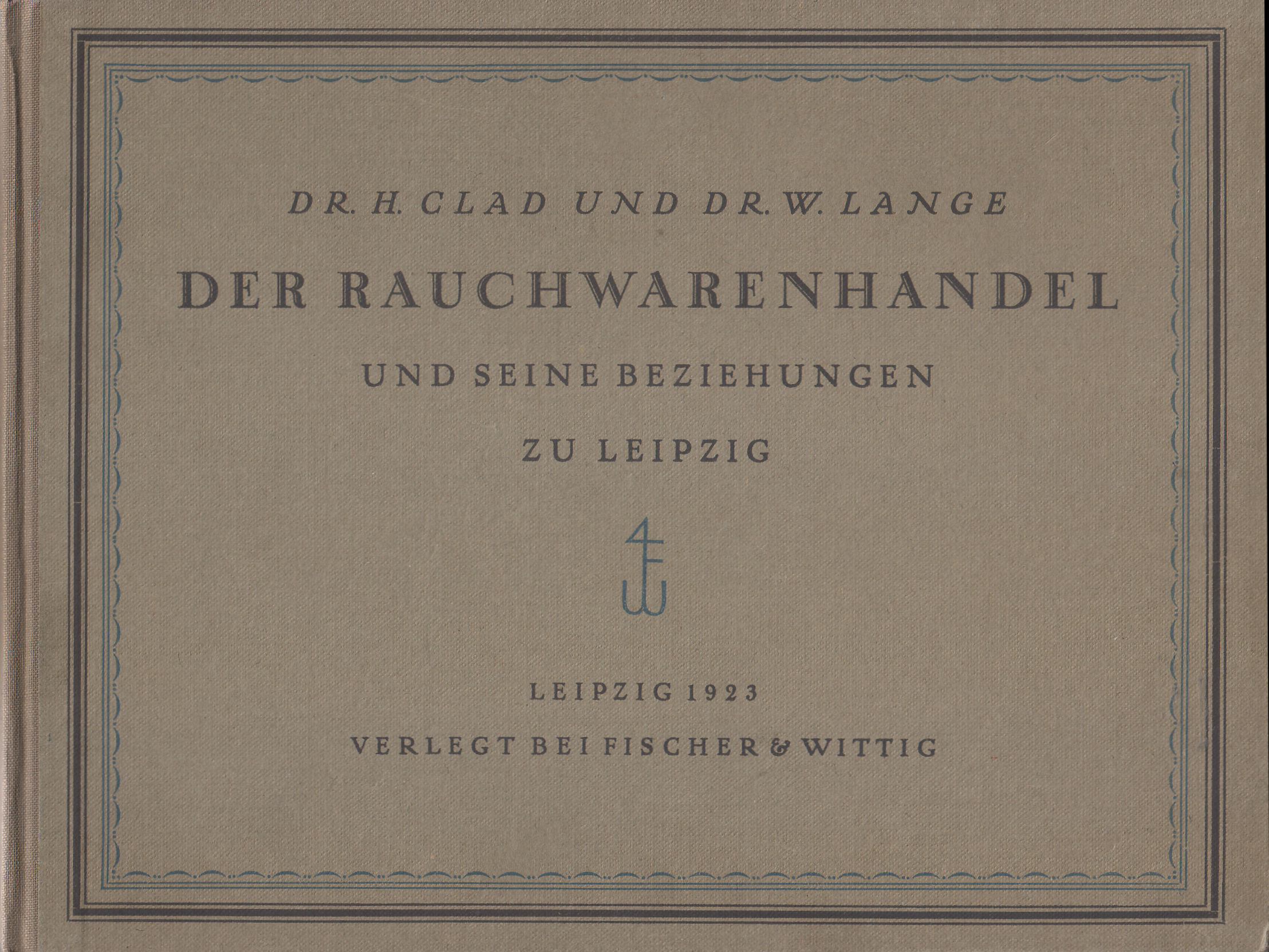
Buchdeckel Der Rauchwarenhandel und seine Beziehungen zu Leipzig, 1923

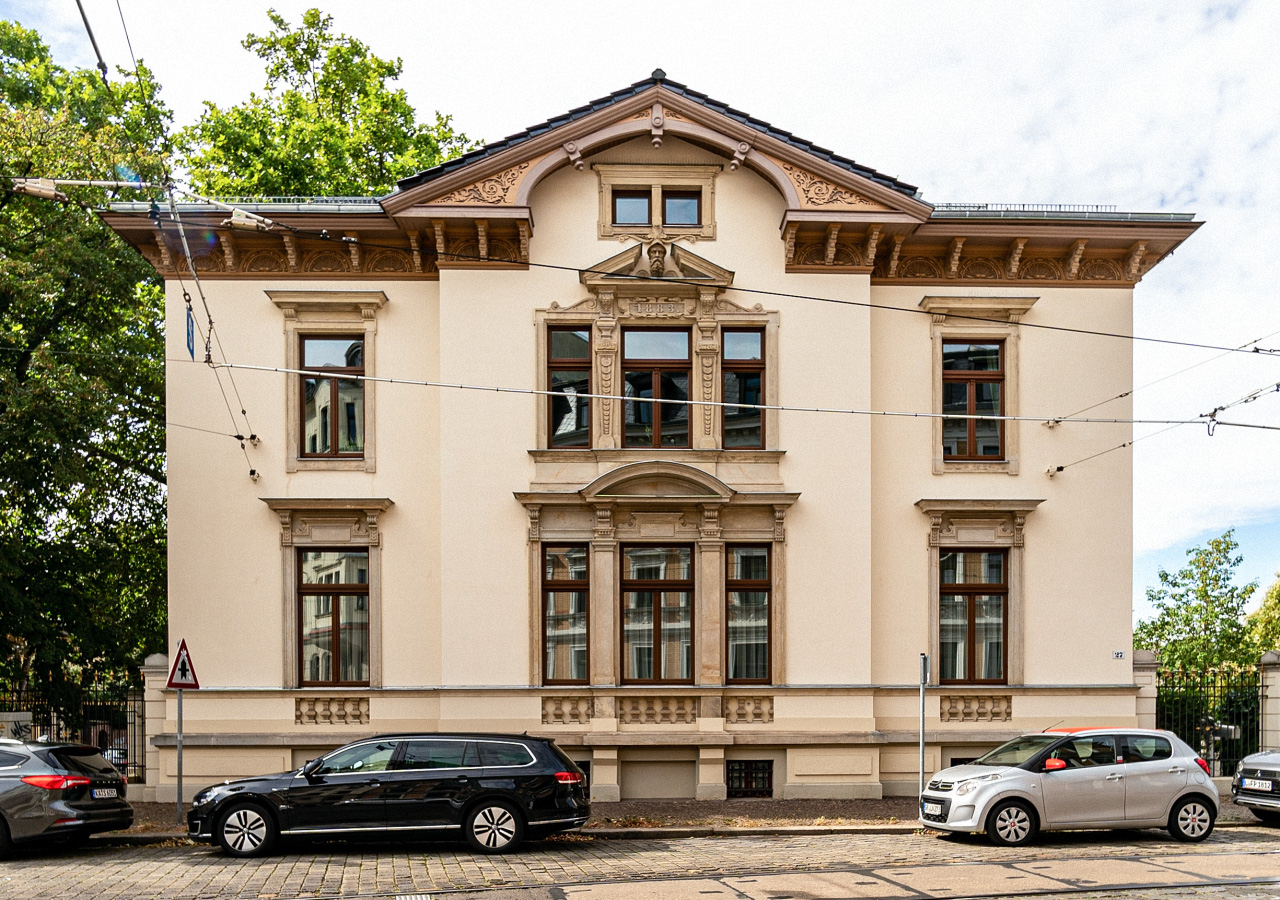
Die „Villa Ida“, Menckestraße 27

Im 20. Jahrhundert gehörte dem neuen Firmeninhaber Otto Fischer zeitweilig zudem die in Leipzig-Gohlis gelegene „Villa Ida“ in der Menckestraße 27.
Das im Zweiten Weltkrieg teilzerstörte Druckereigebäude von Fischer & Wittig wurde noch zur Zeit der Sowjetischen Besatzungszone im Jahr 1948 der bekannten Druckerei Altmann zugewiesen, die sich am Wiederaufbau des Gebäudes und des Betriebes beteiligte. Ab 1959 wurde der Betrieb zunächst unter staatlicher Beteiligung der DDR weitergeführt und – nach der Verstaatlichung 1972 – an die VOB Union verkauft, die bald darauf in VOB Kunst- und Verlagsbuchbinderei umbenannt wurde.
Nach der Deutschen Wiedervereinigung wurde die „Altmann-Binderei“ von einem VOB in eine GmbH umgewandelt. Als Nachfolgerin der VOB Union wurde die Union Verwaltungsgesellschaft (Mit-)Gesellschafterin der im Gewerbegebiet Baalsdorf ansässigen Kuve GmbH.